# نيلس ينسن
نيلس ينسن (بالدنماركية: Nils Jensen)‏ هو لاعب كرة قدم دنماركي في مركز حراسة المرمى، ولد في 25 ديسمبر 1935 في كوبنهاغن في مملكة الدنمارك، وتوفي في 2010. شارك مع منتخب الدنمارك لكرة القدم. أما مع النوادي، فقد لعب مع كوبنهاغن بولدكلوب.

## وصلات خارجية
- نيلس جنسن على موقع قاعدة بيانات كرة القدم.إي يو (الإنجليزية)
- نيلس جنسن على موقع ناشيونال فوتبول تيمز (الإنجليزية)
- نيلس جنسن على موقع عالم كرة القدم.نت (الإنجليزية)